# اوبا فمی
آیزاک اودوگبسان (به انگلیسی: Isaac Odugbesan؛ متولد ۲۲ ‌آوریل ۱۹۹۸) کشتی‌گیر حرفه‌ای نیجریه‌ای و پرتاب‌ کننده وزنه سابق است. او در حال حاضر با دبلیودبلیوئی قرارداد داشته و با نام اوبا فمی (به انگلیسی: Oba Femi) در برند ان‌اکس‌تی فعالیت می‌کند و قهرمان فعلی عنوان قهرمانی ان‌اکس‌تی است. او به واسطه قرارداد همکاری میان دبلیودبلیوئی و تی‌ان‌ای، در برنامه‌های این پروموشن نیز حضور دارد.
اودوگبسان که در لاگوس متولد شده است، در دوران دبیرستان و دانشگاه در رشته دو و میدانی فعالیت می‌کرد و در سال ۲۰۲۲ با دبلیودبلیوئی قرارداد امضاء کرد. در دبلیودبلیوئی، او یک بار قهرمان عنوان قهرمانی آمریکای شمالی ان‌اکس‌تی شده و طولانی‌ترین دوره قهرمانی این عنوان را در اختیار دارد.